# Srebro-cink baterija
Srebro-cink baterija, vrsta sekundarne baterije. Srodna je srebrov oksid bateriji. Napunjiva je baterija. Služi se varijacijom kemijskih procesa iz srebro-oksida. Sličnih je kao baterija srebro-oksid. Pored toga sposobna je pribaviti jedan od najvećih specifičnih energija od svih do danas znanih elektrokemijskih izvora električne energije. Dugo je u uporabi u specijaliziranim primjenama. Danas je razvijaju za glavnostrujaška tržišta, poput baterija u prijenosnicima i slušnim pomagalima.

## Osobine
U usporedbi s drugim baterijama, baterija srebrova oksid je višeg napona otvorenog kruga nego živina baterija, a glatkije je krivulje pražnjenja nego standardna alkalna baterija.
Pokusna tehnologija srebro-cink, nešto različita od srebro-oksida, može omogućiti do 40% više vremena rada nego litij-ionska baterija. Kemijske je građe zasnovane na vodi što je čini bez toplinskih gubitaka i problema zapaljivosti koje pogađaju litij-ionske inačice.
Kod baterije srebrova oksida, katoda je srebrov(I)-oksid (Ag2O), anoda je cink, a elektrolit je alkalna tvar, uglavnom natrij-hidroksid ili kalij-hidroksid. Srebro se reducira na katodi s Ag(I) u Ag, a cink se oksidira iz Zn u Zn(II). 
Kemijska reakcija koja se odvija u srebrov oksid bateriji je:
Baterija srebro-cink izrađuje se u potpunosti ispražnjenu stanju i suprotna je sastava elektroda. Katoda je metalno srebro, anoda je mješavina cinkova oksida i čista cinkova praha. Elektrolit je otopina kalijeva hidroksida u vodi.